# Paolo Uccello
Paolo Dono di Pratovecchio zis Uccello (n. 15 iunie 1397, Pratovecchio, Provincia Arezzo, Toscana, Italia – d. 10 decembrie 1475, Florența, Republica Florentină), pictor italian din perioada timpurie a Renașterii florentine. Stăpânirea artei perspectivei, care era o mărturie a epocii și care s-a manifestat în mod deosebit în opera sa, îl situează printre cei mai importanți pictori renascentiști italieni ai secolului al XV-lea. Cu toate acestea, stilul lui Uccello este încă îmbibat de arta gotică târzie, încât artistul este considerat ca fiind ultimul reprezentant al acestui stil internațional în pictura italiană.

## Biografie
Paolo, viitorul artist, s-a născut la Florența în anul 1397, fiu al chirurgului-bărbier Dono di Paolo di Pratovecchio. Mama, Antonia di Giovanni di Castello del Beccutto, era descendentă a unei vechi familii florentine. Despre tinerețea artistului nu se știe prea mult, în afară de faptul că și-a probat talentul în pictură foarte timpuriu. Între anii 1407 și 1414 lucrează împreună cu pictorul Masolino da Panicale (1383-1440) și sculptorul Donatello în atelierul lui Lorenzo Ghiberti, care obținuse comanda pentru realizarea porții de nord a Baptisteriului din Florența. În această perioadă a căpătat numele de "Uccello" (Pasăre), datorită îndemânării cu care reușea să umple spațiile rămase libere între motivele principale cu mici animale și, mai ales, păsări.
În 1415, artistul este primit în asociația Arte dei Medici e Speziali ("Asociația Medicilor și Farmaciștilor"), de care aparțineau și pictorii. Începând din 1418, călătorește mult: la Pisa și la Siena studiază creațiile lui Sassetta (1400-1450) și Ambrogio Lorenzetti (1290-1348), în Venezia lucrează la mozaicurile din Basilica di San Marco. Din acești ani datează fresca Madonna col Bambino, care se găsea în una din casele familiei Del Beccuto (astăzi în Muzeul San Marco din Florenza).

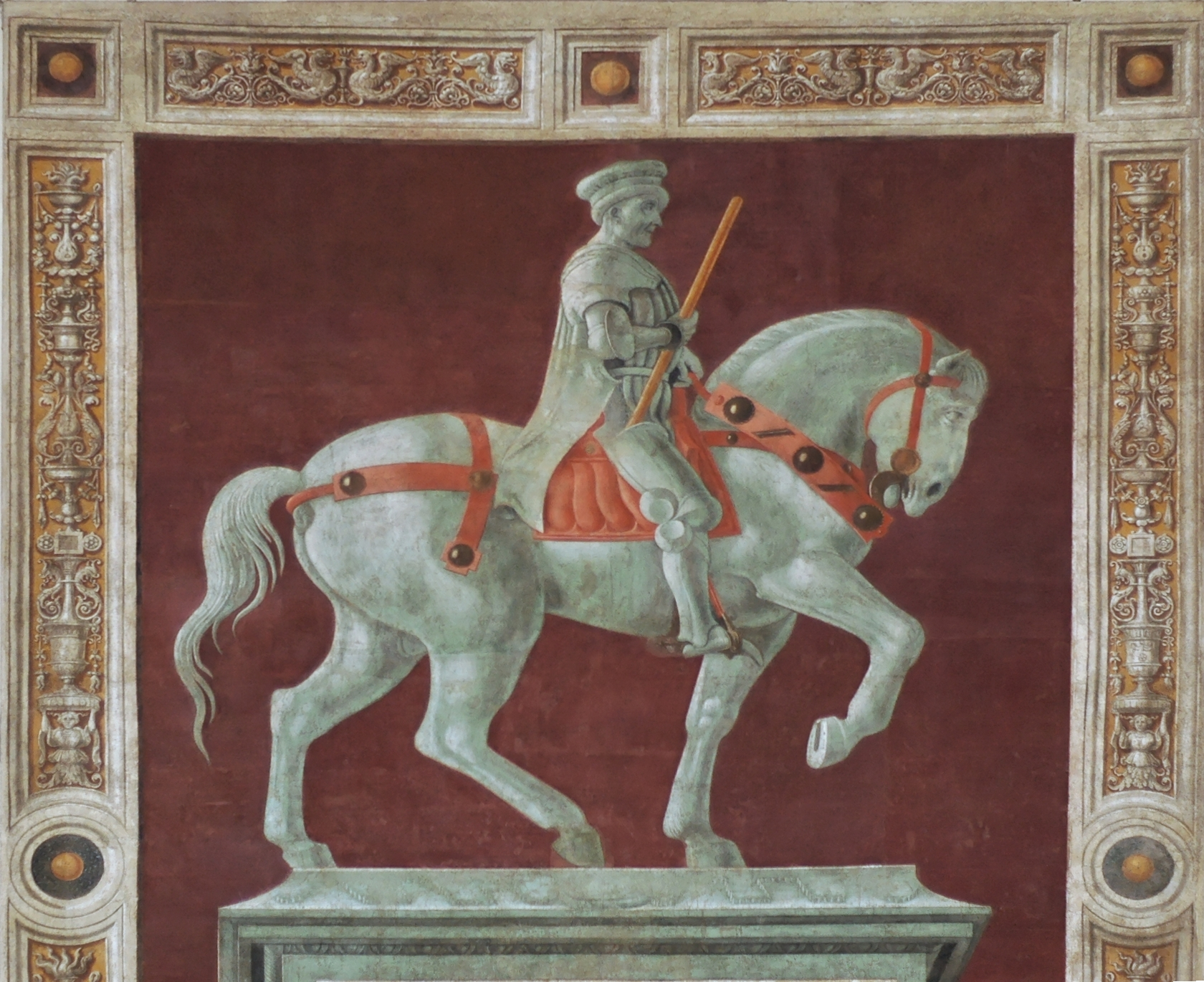
Căpetenia de mercenari John Hawkwood - detaliu - frescă (1436) în Domul din Florenţa

În 1430, întors la Florența, execută frescele Storie della Genesi pe galeria verde (Chiostro verde) a mănăstirii Santa Maria Novella.
În anul următor, Uccello sosește la Veneția, unde rămâne timp de cinci ani. Veneția, datorită dialogului purtat cu Bizanțul, este orașul coloriștilor, spre deosebire de orașul celor ce pun accentul pe desen, Florența. Uccello este captivat de lucrările lui Gentile da Fabriano (1370-1427) și, în aceeași măsură, entuziasmat de primele lucrări ale contemporanului său, Antonio Pisano (il Pisanello, 1395-1455).
În 1431, Uccello revine din nou la Florențs. Trebuie să mai aștepte câțiva ani pentru a fi recunoscut ca maestru. Primul succes îl înregistrează în anul 1436 cu fresca din Domul Santa Maria del Fiore, reprezentând pe Căpetenia de mercenari John Hawkwood (alias Giovanni Acuto), compoziție semnată pentru prima dată cu numele "Paolo Uccello". Fresca atestă profunda cunoaștere a meșteșugului de către pictor. În imensa bogăție a materialului se regăsesc rezultatele cercetărilor de mulți ale artistului în domeniul perspectivei. Fresca reprezintă prima pictură renascentistă a unei statui ecvestre și va exercita o influență însemnată asupra pictorilor din secolul al XV-lea, care se vor angaja adesea în zugrăvirea acestei teme.
Între 1435 și 1440, Uccello pictează - la comanda lui Cosimo Medici - o serie de trei tablouri despre bătălia de lângă San Romano din 1432, încheiată cu victoria Republicii Florentine asupra locuitorilor Sienei.

Sfântul Gheorghe ucigând balaurul, 1435-1460, National Gallery, Londra

În 1443, Uccello participă din nou la lucrările de decorare a Catedralei din Florența. Proiectează vitralii și pictează fresce în jurul cadranului orologiului, care va fi instalat deasupra intrării principale. Din această epocă datează și frescele ce decorează pridvorul bisericii San Miniato al Monte. Din păcate, în secolul al XVII-lea au fost acoperite cu tencuială și în prezent - după restaurare - sunt într-o stare foarte proastă.
De la începutul anilor patruzeci, Uccello conlucrează strâns cu sculptorul Donatello. În 1445 lucrează împreună în Padova. În jurul anului 1447, după revenirea la Florența, termină o altă serie de fresce pentru galeria bisericii Santa Maria Novella.
În 1452, Uccello se căsătorește cu tânăra de 19 ani, Tommasa di Benedetto Malifici. Între 1455 și 1460, pictează două variante pe tema Sfântul Gheorghe ucigând balaurul; tabloul mai cunoscut și mai minuțios lucrat se află în prezent în National Gallery din Londra. Începând cu sfârșitul anilor cincizeci, Uccello este tot mai mult privit de noile generații de pictori ca o relicvă a vremurilor apuse. Este nevoit să execute machete pentru artiștii care se ocupau de vitralii și pentru ebeniștii care făceau încrustrații în lemn.
În 1465, situația sa se îmbunătățește. Societatea "Corpus Domini" din Urbino îi comandă o lucrare pentru altarul capelei "Sfântul Sacrament". Uccello execută celebra sa predelă, Miracolul Ostiei, care va fi terminată în 1473 de pictorul Iustus di Gandava. Ultima sa capodoperă, Vânătoare (nocturnă ?), a rămas mult timp neremarcată.
Paolo Uccello moare la 10 decembrie 1475 și este înmormântat la Florența în cavoul familiei din biserica Santo Spirito.

## Opera
Paolo Uccello este un artist al cărui rol în istoria picturii florentine este greu de definit. Unii au văzut în el artistul care a sacrificat bună parte a talentului său pentru pasiunea perspectivei. Alții au considerat că asupra artei lui Uccello și-a pus prea puternic amprenta respectul său pentru pictura gotică. În prezent, ambele judecăți sunt învechite. Istoricii de artă au descoperit în opera lui eclectism, logică și omogenitate. Pentru înțelegerea operelor lui Uccello, este extrem de importantă analiza contextului istoric în care acestea au fost create. Bogăția epocii renașterii italiene se manifestă în toate domeniile: în artă, în viața religioasă, în economie, schimbarea totală desfășurându-se în numai câțiva ani. Uccello se naște în 1397, cu patru ani înaintea lui Masaccio, datorită căruia se petrece o adevărată revoluție în pictura italiană. În primii ani ai secolului al XV-lea, viața artistică este încă dominată de arta gotică internațională târzie. Uccello se încadrează la început în acest curent, în special în perioada petrecută la Veneția (1425-1431). Când se întoarce la Florența, pictura trecea deja printr-o transformare totală. Uccello rămâne pictorul generației sale, care cunoaște cel mai bine arta gotică, în schimb nu are prea multe de spus în legătură cu revoluția renascentistă care se desfășura tocmai în orașul său. El devine cel mai încrâncenat pictor al perspectivei, preferând o tehnică de pictare ce se compune din detalii, îmbinând diferite perspective, și astfel în operele sale spațiul va fi mai complex și mai surprinzător. Din aceste motive, creația lui Uccello a fost multă vreme rău interpretată. După succesele sale de la început, pictorul se izolează de contemporanii lui. Uccello păstrează și continuă tradițiile folosind, în același timp, noile descoperiri din pictură, chia dacă dă impresia de a nu le recunoaște.
Bătălia de la San Romano (1435-1440)
Bătălia de la San Romano a avut loc în 1432 și s-a terminat cu victoria florentinilor asupra locuitorilor Sienei. Cosimo Medici comandă lui Uccello o lucrare menită să eternizeze acest eveniment. Pictorul realizează trei tablouri (acestea se găsesc în prezent în trei locuri diferite: Londra, Paris și Florența). În centrul tabloului păstrat în National Gallery din Londra, se află căpitanul de mercenari, Niccolo da Tolentino, în fruntea călăreților florentini.
Tabloul păstrat la Florența în Galleria degli Uffizi înfățișează înfrângerea lui Bernardino della Giarda, căpetenia luptătorilor aparținând orașului Siena.
În fine, ultimul tablou, aflat astăzi în Muzeul Louvre din Paris, redă scena trecerii la atac a căpeteniei florentine, Micheletto Attendolo da Cotignola. Compoziția scenei se caracterizează printr-un mare echilibru - cu ajutorul sulițelor dispuse pe linii verticale, Uccello dă o osatură stabilă tabloului.

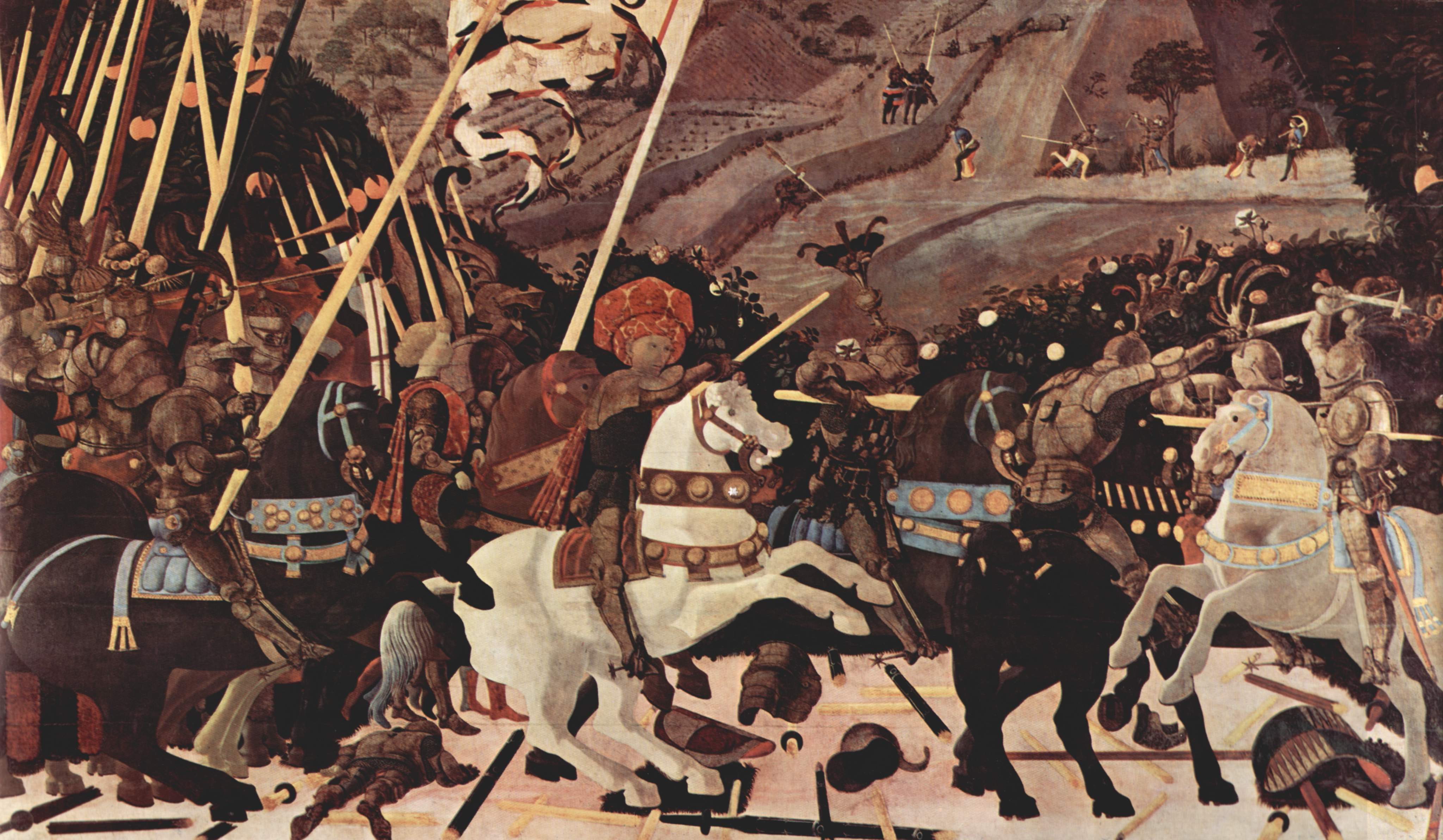
Bătălia de la San Romano (I): Niccolo da Tolentino în fruntea armatei florentine (National Gallery, Londra)
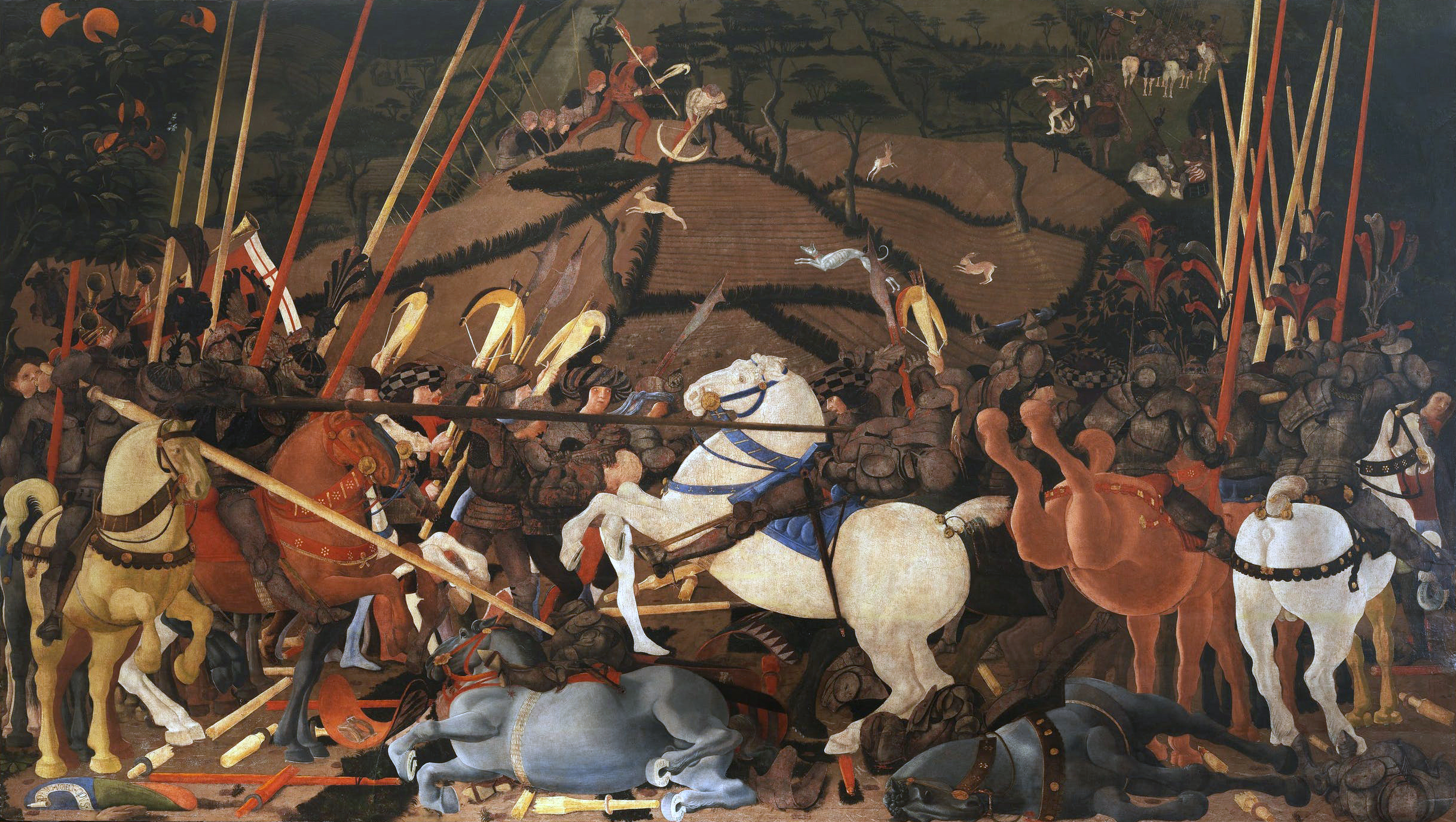
Bătălia de la San Romano (II): Înfrângerea lui Bernardino della Ciarda (Galleria degli Uffizi, Florenţa)
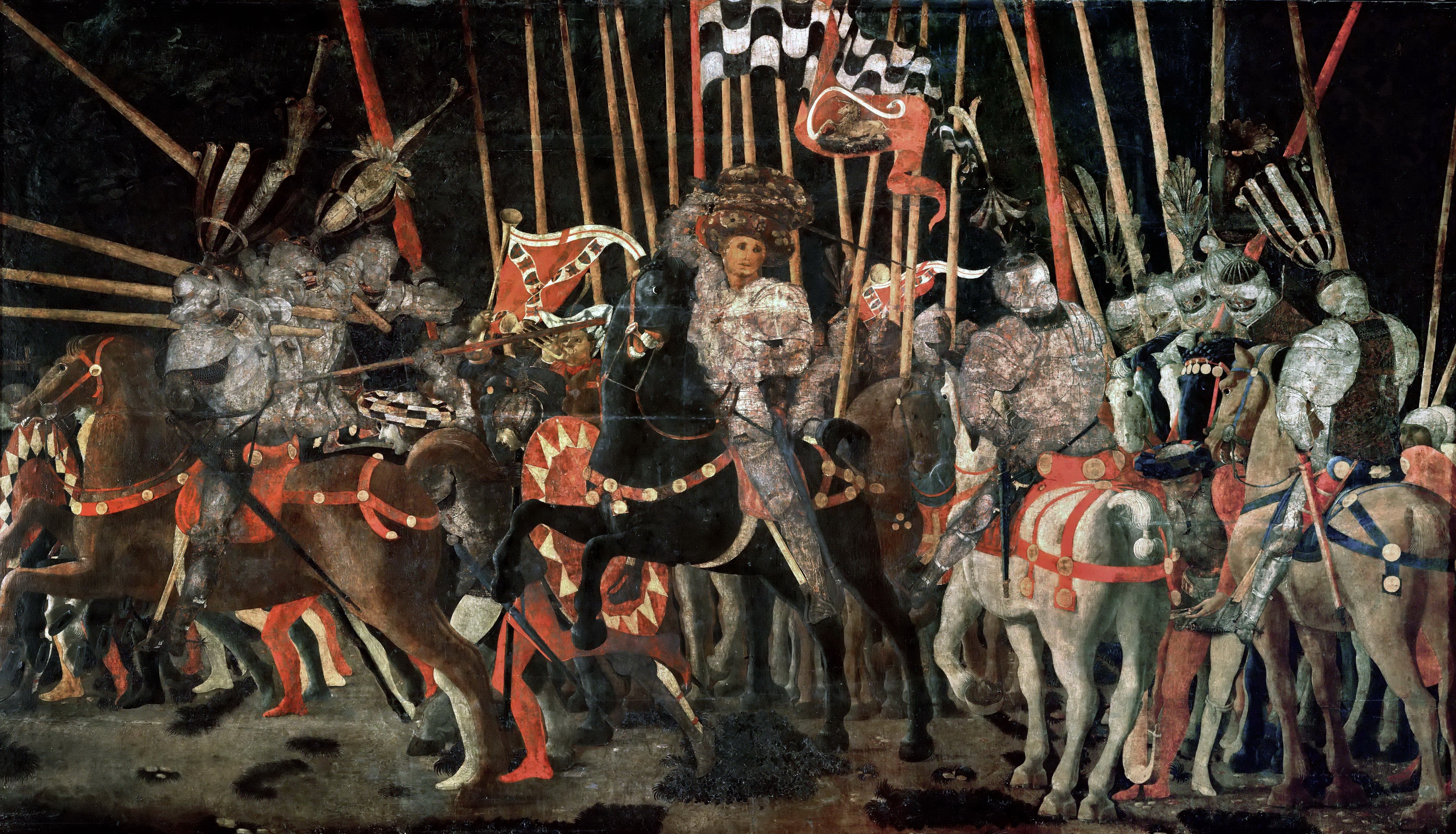
Bătălia de la San Romano (III): Ofensiva lui Micheletto da Cotignola (Muzeul Louvre, Paris)

Galerie
Frescele din capela altarului Catedralei Assunta del Prato datează din anii 1435-1440 și sunt alcătuite dintr-o serie de compoziții. Arcul intrării și arcada sunt ornate de patru sfinți reprezentând cele patru virtuți. Pereții din stânga și din dreapta sunt împodobiți de scene din viața Madonei și a Sfântului Ștefan. Excepțională este bogăția cromatică a cestor fresce, pentru care Uccello a renunțat chiar și la fidelitatea față de realitatea zugrăvită.

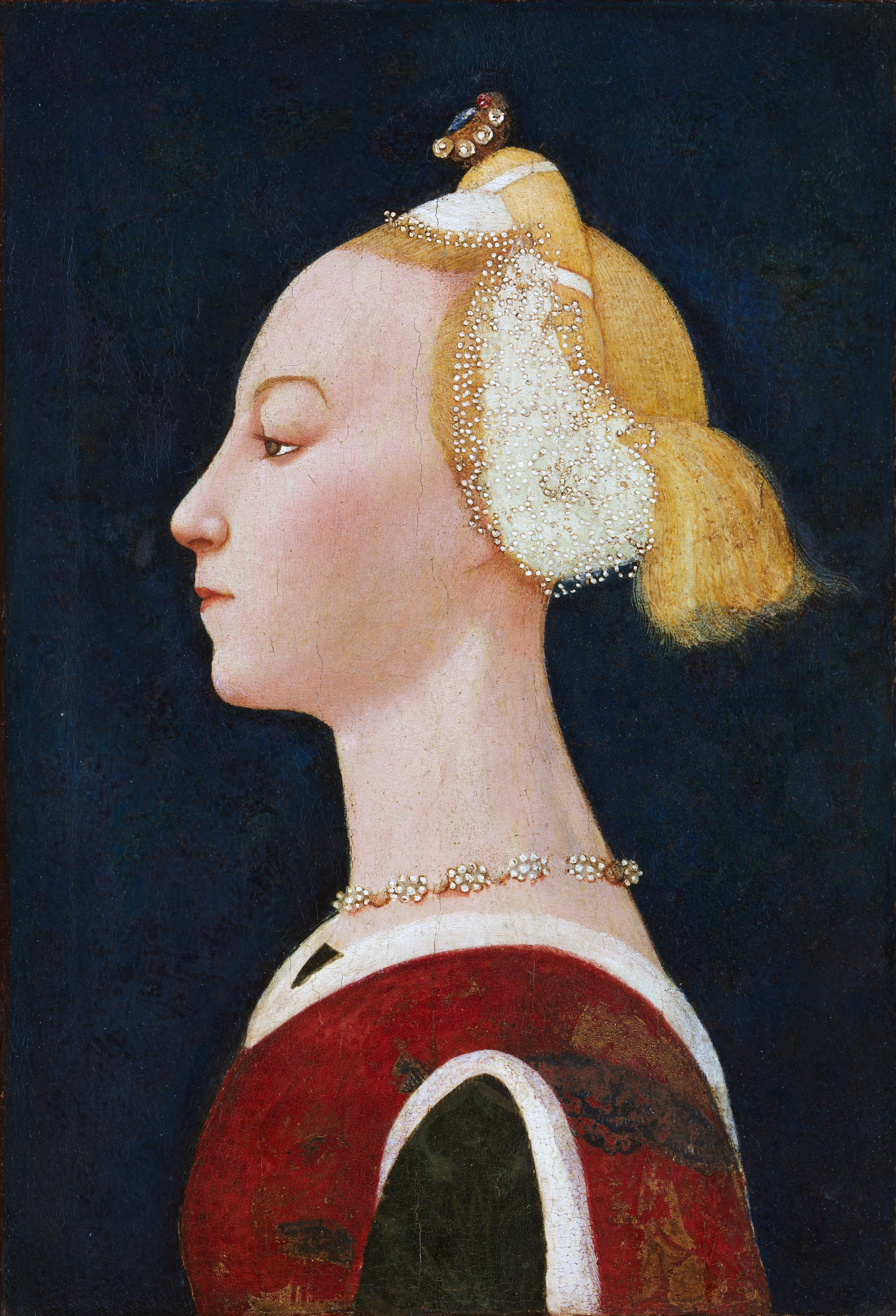
Portretul unei nobile florentine, 1450
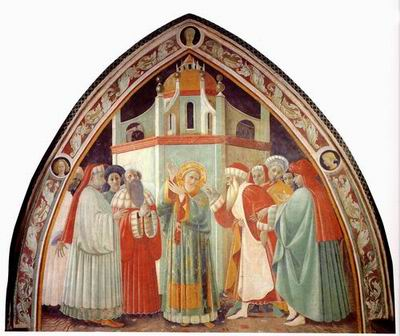
Sfântul Ştefan, frescă în Capella Assunta din catedrala del Prato, 1435-1440
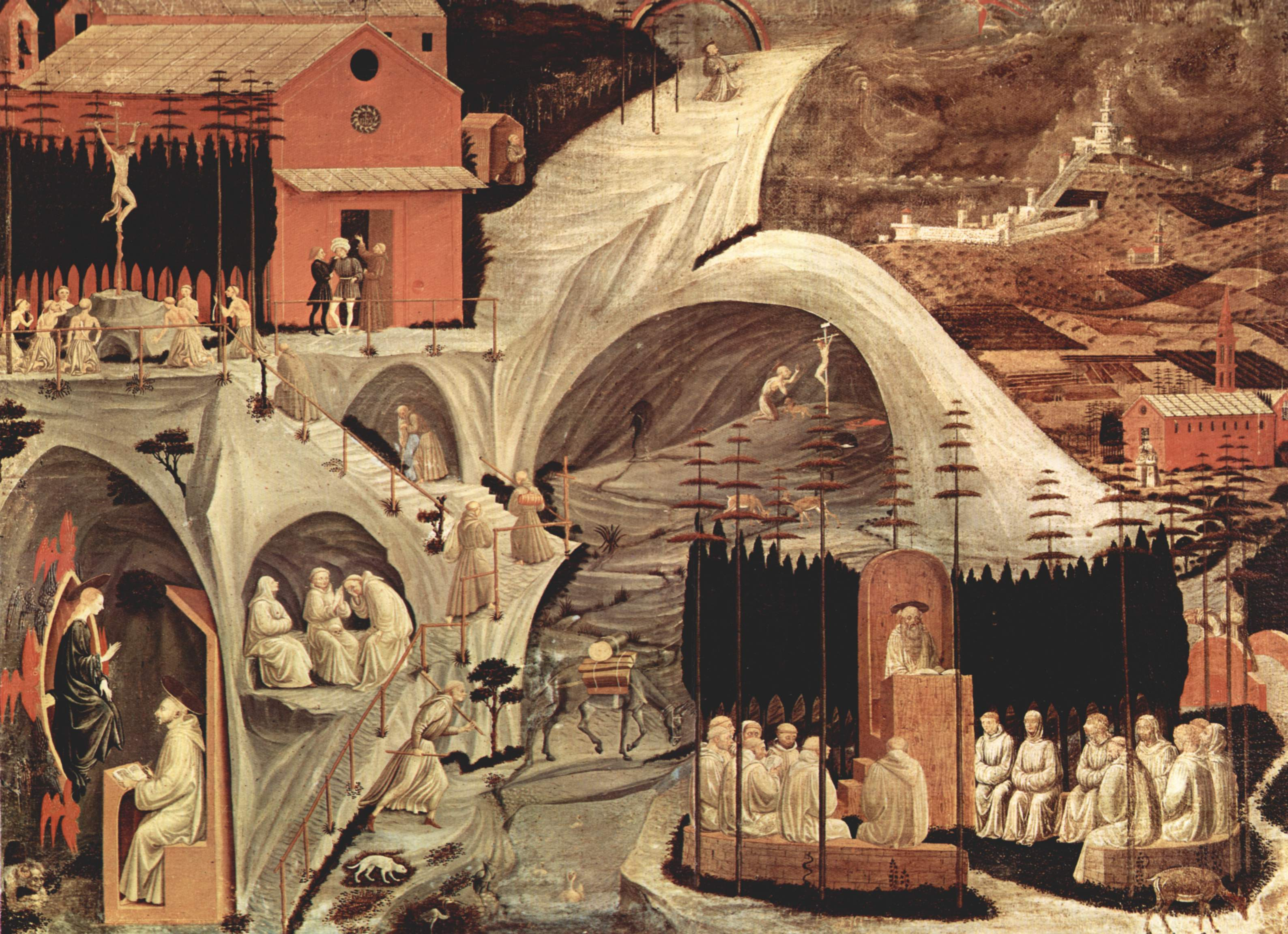
Episoade din viaţa eremiţilor din Tebaida, 1460
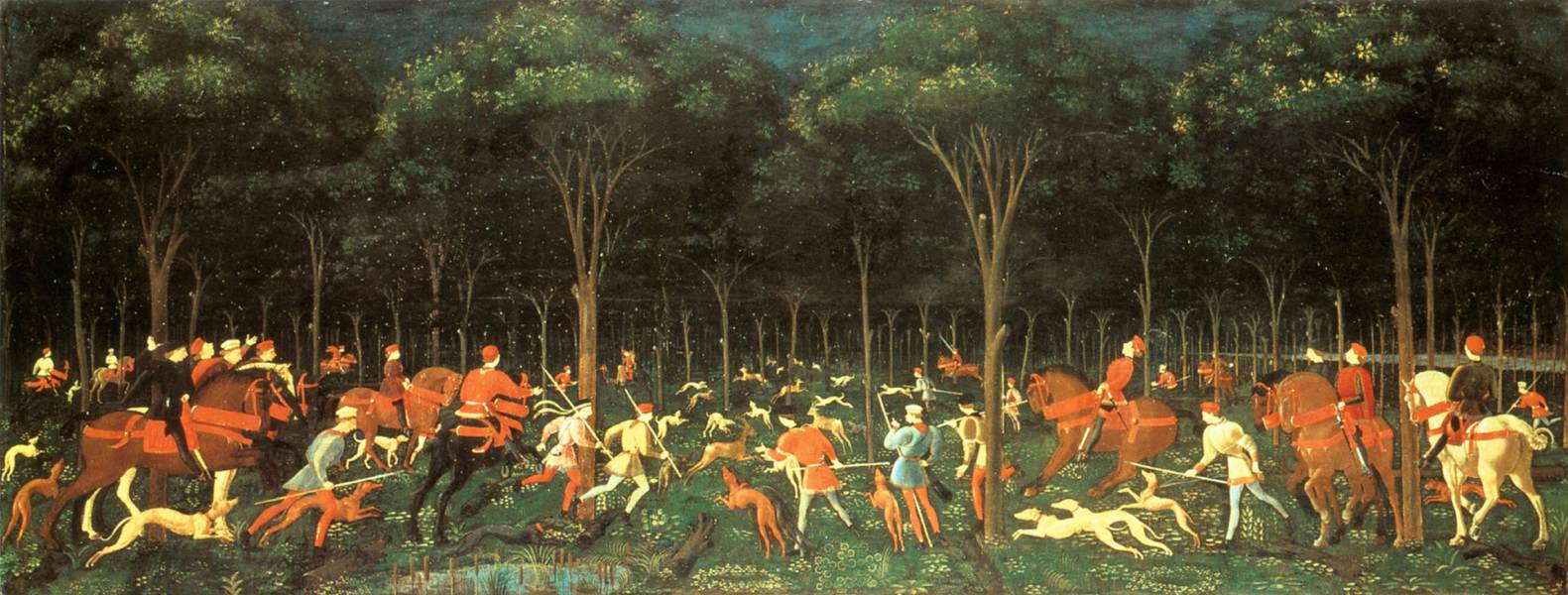
Vânătoare, 1470

Vânătoarea (1470) este ultima compoziție a lui Uccello, executată în tempera pe lemn. Uccello redă cu o deosebită sensibilitate jocul fin și anmat al luminilor din desișul pădurii. Pictorul utilizează o paletă bogată a culorii verzi, de la pastel la cele mai închise tonalități. Se inspiră mult din gotică și din tradițiile pictorilor de miniatură. Pentru a obține efecte de lumină, folosește plăci de aur. cu trecerea timpului, aurul și-a pierdut strălucirea, culorile de verde s-au întunecat. Cerul, ultramarin la început, a devenit de culoarea cernelii - de aceea multă vreme s-a crezut că tabloul reprezintă o vânătoare nocturnă.